# Brephidium exilis
Brephidium exilis (лат.) — вид дневных бабочек из рода Brephidium семейства голубянок. Одна из самых маленьких дневных бабочек в мире и самая маленькая в Северной Америке.

## Описание

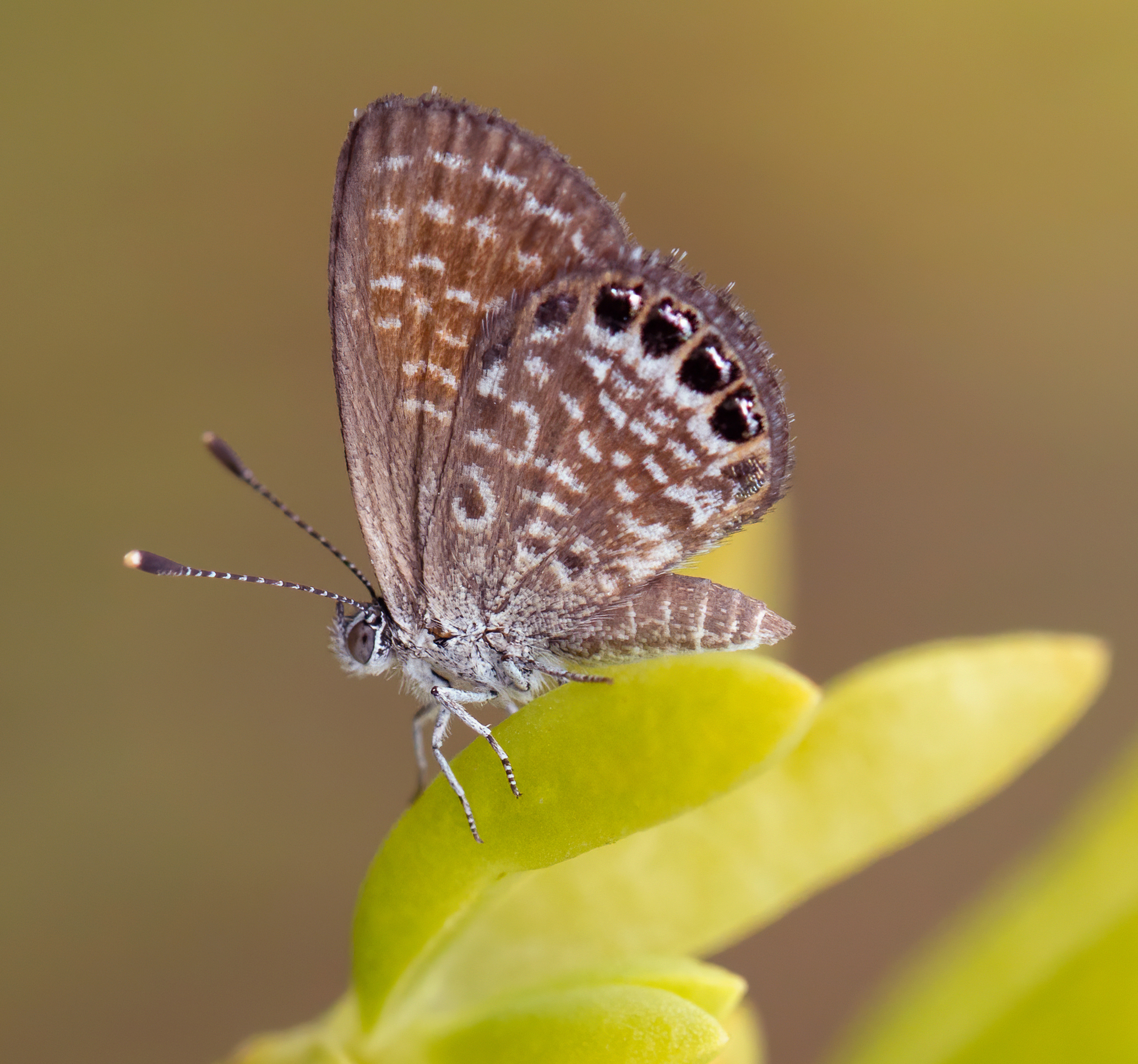
Нижняя сторона крыльев

Размах крыльев 6—10 мм. Основной фон крыльев коричнево-бурый, у самцов с широким голубым напылением у корня крыла.

## Ареал и подвиды
- Brephidium exilis exilis (Техас, Нью-Мексико, Аризона, Невада, Калифорния, Мексика)
- Brephidium exilis isophthalma (Herrich-Schäffer, 1862) (от Нового Орлеана до Флориды, Джорджия, Куба, Багамские Острова, Большой Кайман)